# Jakub Dyjas
Jakub Dyjas (né le 9 octobre 1995) est un joueur de tennis de table polonais. Il est actuellement classé 48e joueur mondial selon l'ITTF.

## Biographie
En 2010, il devient vice-champion d'Europe en catégorie cadet.
Jakub Dyjas est Champion de Pologne en double messieurs, avec Konrad Kulpa 2014, et Daniel Górak en 2016.